# Тихий, Иржи
Иржи Тихий (чеш. Jiří Tichý; 6 декабря 1933, Енеч, Чехословакия — 26 августа 2016, Подивин, Чехия) — чехословацкий футболист, игрок национальной сборной, серебряный призёр чемпионата мира по футболу в Чили (1962).

## Спортивная карьера
Играл на позиции защитника. В национальном первенстве представлял клубы: ФК «Братислава», «Интер» (Братислава) и «Спарта» (Прага). Обладатель Кубка ЧССР (1964), финалист (1967).
За сборную ЧССР провел 19 матчей. Серебряный призёр чемпионата мира по футболу в Чили (1962), бронзовый призер первенства Европы во Франции (1960).
В Кубке европейских чемпионов провел 16 игр и забил 1 гол, в Кубке обладателей Кубков — 3 игры, а в Кубке УЕФА — в 2 игры.
По завершении игровой карьеры работал тренером.